# Ангаро-Пітський залізорудний басейн
Ангаро-Пітський залізорудний басейн — розташований на півдні Красноярського краю РФ, в міжріччі Ангари та Великого Піту. В межах району протягом близько 100 км розвідані Нижньоангарське, Удоронговське та Ішимбінське родовища, які були відкриті у 1946—1949 роках.
Ангаро-Пітський залізорудний басейн являє собою велику синклінальну складку північно-західного простягання. За генезисом належить до групи морських слабкометаморфізованих осадових родовищ. Поклади гематитових руд приурочені до низів верхньопротерозойської теригенної рудоносної світи.
Рудний горизонт (потужність 50-80 м) складається з 11 пачок рудних і нерудних пластів, які простягаються на 0,3-14 км. Рудні поклади — пластоподібної форми з кутами падіння 45-65о. Головні рудні мінерали — гідрогематит, гематит, ґьотит. Руди не містять ні шкідливих, ні легуючих домішок. Вміст Fe 36-40 %. Запаси руд (за категоріями А+В+С1) 755 млн т. Близько третини запасів руд Нижньоангарського родовища можуть розроблятися відкритим способом (коефіцієнт розкриву 2,9 т/т).
Ангаро-Пітський залізорудний басейн — резервна залізорудна база Росії.
Рекомендовані методи збагачення: гравітаційно-флотаційний та випалювально-магнітний.